# Oberkommando der Sowjetischen Truppen im Fernen Osten
Das Oberkommando der Sowjetischen Truppen im Fernen Osten war eine Kommandobehörde der Roten Armee während des Zweiten Weltkrieges.

## Geschichte
Die Sowjetunion hatte sich bereits 1943 und 1944 dazu verpflichtet, die Westalliierten im Krieg gegen Japan zu unterstützen. Nachdem sich das Ende des Krieges in Europa abzeichnete, begannen auf sowjetischer Seite im April und Mai 1945 die Vorbereitungen für eine Offensive im Fernen Osten. Da dieser Kriegsschauplatz jedoch sehr weit von den militärischen Befehlsorganen (→ Hauptquartier des Kommandos des Obersten Befehlshabers) in Moskau entfernt war, erschien es ratsam, zur Koordination der verschiedenen Fronten eine Kommandobehörde vor Ort zu schaffen. Am 30. Juli 1945 beschloss das Staatliche Verteidigungskomitee daher die Einrichtung des „Oberkommandos der Sowjetischen Truppen im Fernen Osten“.
In leitender Funktion dienten dort:
- Oberbefehlshaber Marschall der Sowjetunion A.M. Wassilewski
- Stabschef Generaloberst S. P. Iwanow.
- Mitglied des Kriegsrates Generaloberst I. W. Schikin und

Diesem Oberkommando oblag während der „Operation Auguststurm“ die Koordinationen folgender Verbände:
- 1. Fernostfront
- 2. Fernostfront
- Transbaikalfront
- Pazifikflotte
- Amur-Flottille